# Annunciazione (Maestro di La Seu d'Urgell)
L'Annunciazione è un dipinto del Maestro di La Seu d'Urgell realizzato circa nel 1495 e conservato nel Museo nazionale d'arte della Catalogna di Barcellona in Spagna.

## Descrizione
Rappresenta il tema dell'annuncio, che si svolge all'interno di una casa. Il giglio, simbolo della purezza di Maria, è in un vaso a sinistra. L'arcangelo Gabriele porta il filatterio con le parole che ha pronunciato e fa il gesto dell'eloquenza. Appare anche la colomba bianca, simbolo dello Spirito Santo. In quest'opera c'è un sistema di costruzione dello spazio pittorico che introduce, per la prima volta in Catalogna, alcune convenzioni spaziali basate sulla lettura dell'invenzione del Brunelleschi.
L'opera faceva probabilmente parte della stessa pala d'altare di San Girolamo penitente. Il pittore ricostruisce il modello della scatola spaziale per disegnare le ortogonali che convergono nello stesso punto di fuga. L'incorporazione di questa risorsa metodologica, tuttavia, non si applica all'intera tabella.